# Cantó de Belmont
El cantó de Belmont és un cantó francès del departament del Puèi Domat, situat al districte de Clarmont d'Alvèrnia. Té 3 municipis i el cap és Belmont.

## Municipis
- Beaumont
- Ceyrat
- Saint-Genès-Champanelle

## Història
| Data d'elecció                           | Identitat      | Partit          | Qualitat |
| ---------------------------------------- | -------------- | --------------- | -------- |
| 1982-1992                                | Robert Couvaud | UDF             |          |
| 1992-1998                                | Alain Dumeil   | Grup RPR-UDF-DL |          |
| 1998-                                    | Alain Brochet  | PS              |          |
| les dades anteriors no són pas conegudes |                |                 |          |
|                                          |                |                 |          |

## Demografia
| 1962  | 1968   | 1975   | 1982   | 1990   | 1999   | 2007   |
| ----- | ------ | ------ | ------ | ------ | ------ | ------ |
| 9.729 | 11.186 | 13.172 | 14.758 | 17.213 | 19.022 | 19.688 |